# Harpiniopsis sanpedroensis
Harpiniopsis sanpedroensis är en kräftdjursart. Harpiniopsis sanpedroensis ingår i släktet Harpiniopsis och familjen Phoxocephalidae. Inga underarter finns listade i Catalogue of Life.